# アジア恐竜協会
アジア恐竜協会（アジアきょうりゅうきょうかい、Asia Dinosaur Association、略称 : ADA）は、アジアの恐竜に関する研究、教育、文化を推進するために2013年に設立された専門組織である。
事務局は福井県立恐竜博物館内に設置されている。

## 目的と活動
1980年代以降、特に東アジアにおける恐竜研究は世界的な注目を集めてきた。しかし、発掘調査の成果や連携展示の企画など、専門的な情報発表や情報交換の場がなかった。アジア恐竜協会は、「アジアの恐竜やそれに関連した古生物学や地質学の研究に保進し、恐竜研究を発展させ、一般大衆を教育し、学生と若い研究者を支援し奨励し、恐竜文化を発展させる」という使命を掲げて2013年7月に設立された。アジア恐竜協会理事国は、日本、中国、韓国、モンゴル、ロシア、タイ、マレーシアで構成されている。アジア恐竜協会は2年ごとに学術会議を開催している。

### 科学会議
ADAは2年ごとにシンポジウム「アジア恐竜国際シンポジウム（International Symposium on Asian Dinosaurs）」を開催している。
- 2014年3月 - 福井県（福井県立大学、福井県立恐竜博物館）[5][6]
- 2015年11月 - タイ、バンコク（マハーサラカム大学コラート化石博物館鉱物資源学部）[7][8]
- 2017年5月 - 中国湖南省（中国国土資源部）
- 2019年7月 - モンゴル、ウランバートル（モンゴル科学アカデミー古生物学地質学研究所）[9]
- 2023年11月[注釈 1] - 韓国京畿道ファソン市（ソウル大学校古生物研究所）[1]

アジアの恐竜の将来の研究をリードする若い世代を奨励するために、アジア恐竜国際シンポジウムで研究を発表する予定の学生や若手研究者への財政支援が提供されている。
2015年、タイのバンコクでアジア恐竜国際シンポジウムと共同で、サイアム・パラゴンにて特別展「The Amazing Asian Dinosaurs @Siam」が開催された。